# Agent de change
Un agent de change (ou courtier en valeurs mobilières) exerce la fonction de négociation de valeurs mobilières et d'instruments financiers, avec des règlementations et des périmètres de compétence variables selon les pays et les époques.

## Droit par pays

### Canada

#### Québec
En droit québécois, les courtiers en valeurs mobilières sont régis par la Loi sur les valeurs mobilières et ses règlements connexes (par ex. le règlement 45-106 sur les dispenses de prospectus), qui constituent les principaux textes législatifs concernant le droit des valeurs mobilières.

### États-Unis
Aux États-Unis, les courtiers en valeurs mobilières (anglais stockbrokers, brokers, registered representatives doivent réussir un examen devant la Financial Industry Regulatory Authority puis être employés par une société de bourse appelée broker-dealer ou brokerage firm.

### France
En France, le statut d'agent de change remontait à 1802 au tout début de l'histoire boursière ; il assurait aux titulaires la qualité d'officiers ministériels, un numerus clausus comparable à celui des notaires ou des huissiers, et le monopole des transactions de bourse. Ce numerus clausus est durci par l'ordonnance du 29 mai 1916, qui ramène le nombre de charges de 100 à 60, cessibles et cautionnées à au moins 125 000 francs contre 60 000 avant.
À partir de 1893, les agents de change ont rempli aussi la mission de collecter un impôt de bourse au profit de l'État, charge qui a aussi été confiée la même année à leurs rivaux, les coulissiers.
Vivement critiqué par les banques, principales clientes, le monopole a disparu au terme de la réforme de 1989. Le statut d'agent de change a disparu alors avec la dissolution de la Compagnie des Agents de Change (La CAC) par le dernier syndic de la compagnie, Xavier Dupont, pour être remplacé par celui de société de bourse. Très peu d'entreprises indépendantes subsistent aujourd'hui parmi les anciennes charges d'agents de change.
La Chambre syndicale des agents de change de Lyon a déposé en 2002 ses archives de la période 1832-1969 aux Archives du département du Rhône et de la métropole de Lyon.

### Royaume-Uni
Au Royaume-Uni, les agents de change sont appelés stock brokers, stockbrokers ou brokers. Ils doivent suivre une formation réglementée par une charte, pour atteindre le statut reconnu par la Financial Services Authority, autorité britannique de régulation des marchés.